# Heavenly Sword 〜ヘブンリーソード〜
『Heavenly Sword 〜ヘブンリーソード〜』は、Ninja Theoryが開発し、2007年11月15日にソニー・コンピュータエンタテインメントより発売されたPlayStation 3専用タイトル。主人公が「女性剣士」のアクションアドベンチャーゲームである。アメリカでは同年9月12日に発売。
プレイヤーは状況に応じて「剣技」を変えていき軍勢を倒す爽快感・緊張感を体感でき、
美しい剣技と東洋をベースにした独自の世界をPLAYSTATION 3の圧倒的な表現力を生かした幻想的で美しいグラフィックで楽しめる。

## 概要
Heavenly Swordによる三種の構えと様々な剣技を駆使して大勢の敵と闘い抜く。
構えに応じて剣は「双剣」「鎖剣」「大剣」に姿を変え、これらは任意のタイミングで切り替えることが可能で、異なる構えのものも含め様々な剣技を連結して連続技を構成することが出来る。
配置されている物の多くを武器として使用することができ、重火器による砲撃や弩による射撃もある。
なお、発射後に玉や矢の視点になって方向を微調整することができる。
物語の序盤、Heavenly Swordを装備する前は配置されている物を駆使して闘う。
- 2006年5月に北米ロサンゼルスで開催された「E3 2006」でプレイアブル出展され「BEST FIGHTING GAME」が贈られた高評価作品。
- 元はXbox向けに開発されていたが発売されることはなく、PLAYSTATION 3向けに再度作り直された経緯がある。Xbox向けのものは世界設定が中国の影響を色濃く受けたものとなっていた。
- 初期段階のストーリーではHeavenly Swordの影響で徐々に自分のライフが減っていくシステムだったが、バランス調整の際回復するために戦うという戦闘システムが難易度を大幅に引き上げているということで｢ナリコ以外が持つと｣にストーリーを修正した

## 関連情報
- 2007年7月24日、「PLAYSTATION Store」にてハイビジョン（720p）画質のプロモーションビデオが配信された。
- 2007年8月、北米及び欧州のPLAYSTATION Storeにて開発途上のものをベースにした体験版が配信された。
- 2007年9月11日、PLAYSTATION Storeにて「Heavenly Sword 〜ヘブンリーソード〜 ナリコ 体験版」「ナリコ 体験版スーパープレイ映像」「NEWプロモーションビデオ」が配信された。
- 2007年10月17日、PLAYSTATION Storeにて「Heavenly Sword 〜ヘブンリーソード〜 カイ 体験版」「カイ 体験版スーパープレイ映像」「特別アニメ映像」が配信された。

## ストーリー
世界征服をもくろむ「KING」とその軍勢。その侵略から一族を救い闘いの乱世から人々を「約束の地」へと誘う「神の剣」が「Heavenly Sword」と呼ばれた。
一族に代々伝わる神秘の剣「Heavenly Sword」は、神々が創造した剣として信じられ守り続けられてきた。
ある日一族は神のお告げを受け「炎馬の年、選ばれし男の子が生を受ける、その子神の剣を振るい人々を侵略と戦いの乱世から約束の地へと誘うであろう」・・・。
人々を救うと言われている「選ばれし男の子」の代わりに生を受けてしまった「女の子」が主人公となる。
一族は彼女が生まれた事を嘆き、そして“この子”は一族を破滅させる子として憎み恨んだ。
主人公は己の運命を変えるため己自身を鍛え強き戦士として育つ。
彼女は神の剣「Heavenly Sword」を握りKING軍勢との壮絶な闘いの戦場へと出る。

## 武器
- 普通の人が手にすれば、神の怒りに触れ命を吸い取られるという「Heavenly Sword」
  - Twin Swords（双剣）：素早い動作が可能な通常型
  - Chain Swords（鎖剣）：攻撃範囲が広い
  - Power Sword（大剣）：一撃必殺の威力

## スタッフ

### キャスト
※(日)日本語音声 (英)英語音声 (モ)モーション (海)海外版
ナリコ (Nariko)(日)甲斐田裕子(英)(モ) アナ・トーヴ
カイ (Kai)(日) 園崎未恵 (英)(モ) Lydia Baksh
シェン (shen)(日)菅生隆之(英)(モ) Ewan Stewart
オロチ (Orochi) ((海)Whiptail)(日)高乃麗(英)(モ) Race Davies
キング・ボハン (King Bohan)(日)岩崎ひろし(英)(モ) アンディ・サーキス
アシュラ (Ashura) ((海)Flying Fox)(日)多田野曜平(英)(モ) Steven Berkoff
ローチ (Roach)(日)乃村健次(英)(モ) Richard Ridings

### 製作スタッフ
Chief DevelopmentNina Kristensen (Ninja Theory)
Lead Charactet ArtistLaura Kippax
Lead Combat DesignerSia Tong Man (Ninja Theory)
ComposerNitin Sawhney
Dramatic DirectorAndy Serkis
Chirf CreativeTameem Antoniades (Ninja Theory)